# Гроцер, Георг
Гео́рг Грозер (нем. Georg Grozer, венг. Grozer György; род. 27 ноября 1984, Будапешт) —  венгерский и немецкий волейболист, диагональный, игрок сборной Германии и клуба «Заверце». Призёр чемпионата мира и Европы, участник Олимпийских игр.

## Карьера
Георг Грозер родился в Будапеште в семье венгра (волейболиста и тренера) и польки и начал заниматься волейболом в этой стране, выступая в составе команд «Вашаш», «Дунаферр» и «Капошвар».
В 2002 году Грозер переехал в Германию, где долгое время выступал в составе команды «Мёрсер». В 2007 году он получил немецкое гражданство и возможность выступать в составе национальной сборной. В 2008 году перешёл в «Фридрихсхафен», с которым дважды становился чемпионом страны. В 2009 году помог сборной Германии выиграть Евролигу.
В 2010—2012 годах защищал цвета польской «Ресовии» из Жешува. В 2012 году помог ей завоевать чемпионский титул после 37-летнего перерыва.
На Олимпиаде в Лондоне немецкий диагональный установил олимпийский рекорд по количеству очков в одной игре. В матче группового этапа с сербами он заработал 39 очков (из них 29 в атаке). Также Грозер стал обладателем сильнейшей подачи турнира — в игре с Россией после его подачи мяч развил скорость 127 км/ч. Несмотря на игру Георга немцы с большим трудом преодолели групповой этап (решающей стала победа в пяти сетах над сербами), а в четвертьфинале всухую уступили сборной Болгарии.
В том же 2012 году Грозер перешёл в белгородское «Белогорье». Там он стал обладателем полного комплекта медалей чемпионата России, обладателем Кубка и Суперкубка страны, а также выигрывал Лигу чемпионов и клубный чемпионат мира. При этом в решающих играх международных турниров он становился лучшим в команде по количеству набранных очков.
В 2014 году на чемпионате мира в Польше Грозер помог немцам впервые в истории завоевать бронзовые медали.
В начале сезоне 2015/16 перешёл на правах аренды из белгородского клуба в корейский «Самсунг Блюфангс». После того, как сборная Германии в начале 2016 года потеряла шансы пробиться на Олимпиаду в Рио Грозер заявил о приостановке карьеры в сборной.
Летом 2017 года заключил контракт с новосибирским «Локомотивом».
Возобновил карьеру в сборной в преддверии чемпионата Европы в Польше. Вместе со сборной Германии дошёл до финала, где немцы в напряженной борьбе уступили сборной России в 5-сетовом поединке. Вошёл в символическую сборную турнира и стал самым результативным игроком.